# Mount Jewett
Mount Jewett es un borough ubicado en el condado de McKean en el estado estadounidense de Pensilvania. En el año 2000 tenía una población de 1,070 habitantes y una densidad poblacional de 173 personas por km².

## Geografía
Mount Jewett se encuentra ubicado en las coordenadas 41°43′29″N 78°38′37″O / 41.72472, -78.64361

## Demografía
Según la Oficina del Censo en 2000 los ingresos medios por hogar en la localidad eran de $32,583 y los ingresos medios por familia eran $40,147. Los hombres tenían unos ingresos medios de $30,189 frente a los $22,833 para las mujeres. La renta per cápita para la localidad era de $17,056. Alrededor del 14.3% de la población estaba por debajo del umbral de pobreza.